# Налезники
Налезники (бел. Налезнікі) — деревня в Жабинковском районе Брестской области Беларуси. Входит в состав Степанковского сельсовета.

## География
Деревня находится в западной части Брестской области, при автодороге Н-26294, на расстоянии приблизительно 9 километров (по прямой) к северу от города Жабинка, административного центра района. Абсолютная высота — 146 метров над уровнем моря. Площадь населённого пункта — 0,1625 км².

## История
В XVIII веке упоминается как владельческая деревня, в собственности у князей Чарторыйских.
По состоянию на 1905 год, в Налезниках проживало 183 человека. В административном отношении деревня входила в состав Муравьевской волости Пружанского уезда Гродненской губернии.
Согласно Рижскому мирному договору (1921), деревня вошла в состав межвоенной Польши, входила в состав гмины Сехновиче Кобринского повета Полесского воеводства. В 1921 году числилось 49 жителей, проживавших в 8 домах. В этническом составе населения того периода поляки составляли 100 %. В конфессиональном составе населения православные христиане составляли 100 %.
С 1939 года в БССР, с 1940 года в составе Степанковского сельсовета. С 4 января по 31 марта 1965 года входила в состав Кривлянского сельсовета.

## Население
По данным переписи 2019 года, в деревне проживало 22 человека.
| Год  | Население, человек |
| ---- | ------------------ |
| 1846 | 109                |
| 1897 | ↗ 137              |
| 1905 | ↗ 183              |
| 1921 | ↘ 49               |
| 1940 | ↗ 200              |
| 1959 | ↘ 93               |
| 1970 | ↗ 104              |
| 2005 | ↘ 32               |
| 2009 | ↘ 28               |
| 2019 | ↘ 22               |